# Aguas Dulces (Uruguay)
Aguas Dulces es un balneario uruguayo del departamento de Rocha, y forma parte del municipio de Castillos.

## Ubicación
El balneario se encuentra localizado en la zona sureste del departamento de Rocha, sobre las costas del océano Atlántico, en el extremo este de la ruta 16, próximo a su empalme con la ruta 10. Dista 11 km de la ciudad de Castillos y 70 km de la capital departamental Rocha.

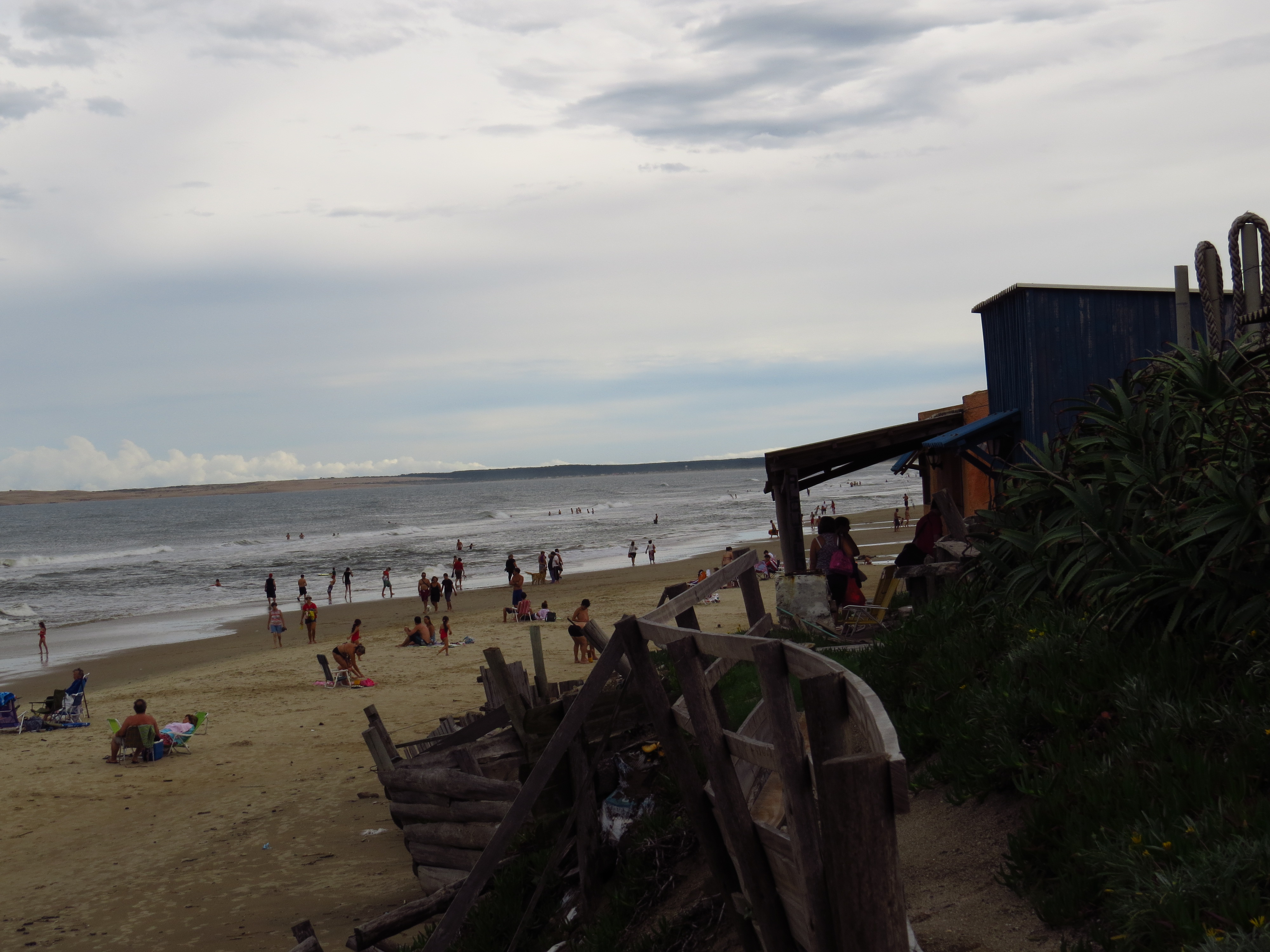
Playa aguas dulces

## Historia
Su nombre tiene como origen los manantiales de agua dulce que se hallaban en diversos puntos de la ensenada de Castillos y las zonas próximas al cerro Buena Vista (médanos de Barra de Valizas y Cabo Polonio). Estos manantiales fueron suministro de agua para las embarcaciones que navegaban esta parte del océano Atlántico en las épocas de la conquista y época colonial.
La localidad tuvo sus orígenes a comienzos del siglo XX, cuando la zona era un conjunto de  viviendas de paja, junco y troncos que se ubicaban en las arenas fiscales y los médanos. Alrededor de 1930 se llevó a cabo la forestación del lugar con especies de pinos, acacias y eucaliptos.

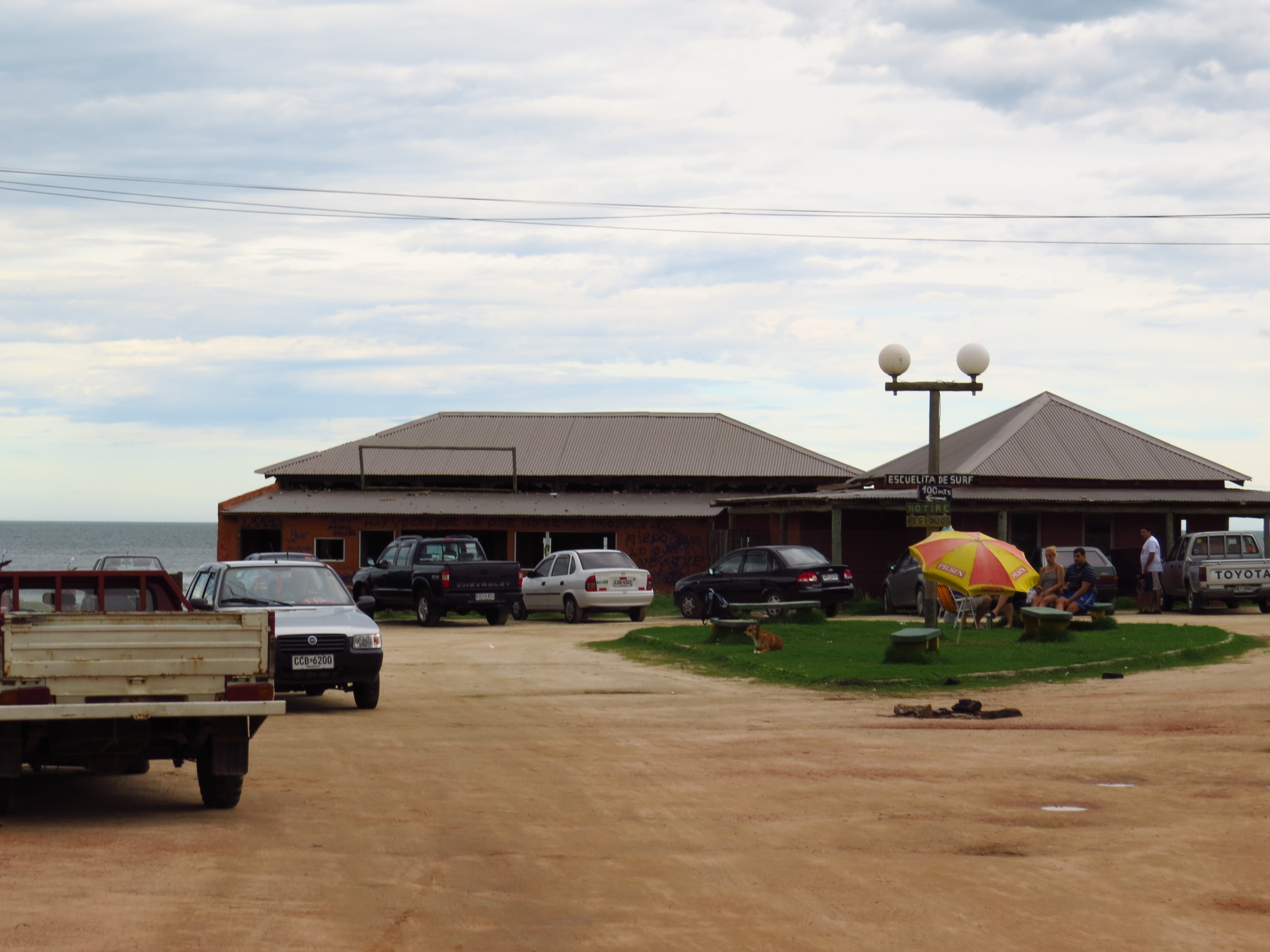
Parador Aguas Dulces

La construcción, a mediados de la década de 1940, de la actual ruta 16, la unió con la ciudad de Castillos, lo que mejoró su comunicación y transporte. Con el correr del tiempo se fue poblando la zona sin ningún plan de urbanización, y el 10 de abril de 1963 comenzó a funcionar la escuela local. Poco después en 1967 se inauguró la capilla.

## Población
El balneario cuenta con una población de 724 habitantes, de acuerdo a los datos del censo de 2023.
| 74            | 120 | 145 | 247 | 409 | 417 | 724 |
| (Fuente: INE) |     |     |     |     |     |     |